# آق حصار
أق حصار (بالعثمانية: آقحصار) هي مدينة تركية تقع في محافظة مانيسا التي فيها منطقة بحر إيجه في تركيا، وتبلغ مساحة المقاطعة الواقعة في الشمال الغربي من المحافظة 1754 كيلومتر مربع، ومن أهم مصدر الدخل في المنطقة هو الزراعة. خاصة زراعة الزيتون والعنب هي واحدة من أكثر الأنشطة الزراعية.
مصدر آخر مهم للرزق والعمل هو الصناعة المنظمة، تعتبر الصناعة المنظمة مصدر آخر مهم للرزق والعمل، خاصة أن منطقة آق حصار الصناعية المنظمة، تطورت حديثًا بسرعة في المنطقة، وأوجدت العديد من مناطق التوظيف للمناطق المجاورة. بالإضافة إلى ذلك، يوجد فريق كرة قدم تابع للمنطقة، لا تزال منطقة آق حصار مركز التجارة والأعمال ويرتبط اسم آق حصار دوليًا بتجارة التبغ، حيث ينتج سهل آق حصار الخصيب حوالي 10٪ من إجمالي إنتاج التبغ التركي. وكذلك الزيتون وزيت الزيتون عالي الجودة من آق حصار معروفان عالميًا.

## التاريخ
كانت المدينة (وكان اسمها ثياتيرا) أهم مركز في شمال ليديا القديمة. سقطت المدينة بيد الاحتلال الفارسي حوالي سنة 500 قبل الميلاد. بعد ذلك، غزاها الإسكندر الأكبر فيما بعد. وفي السنوات اللاحقة، احتلت ثياتيرا من قبل الإمبراطورية السلوقية وسلالة أتال من بيرغامون وميثراداتس السادس من البنطس، حتى دخلت ضمن الدولة الرومانية عام 80 قبل الميلاد.

## المدينة في العصر العثماني
خلال القرن الثاني عشر، بدأ تدفق كبير للقبائل التركية إلى المنطقة وتبادل البيزنطيون والترك السيطرة على المدينة إلى أن سقطت مناطق غرب الأناضول بيد صاروخان بك وأصبحت المدينة تحت حكمه عام 1307. غير اسم المدينة إلى آق حصار خلال هذه الفترة. بلغ عدد سكان أق حصار قبل الحرب العالمية الأولى حوالي 12000 شخص، شكل الأتراك 75% منهم، في حين أن غالبية الربع المتبقي كانوا من اليونانيين والأرمن واليهود.

## التقسيم الإداري للمدينة

### الأحياء والشركات
بعد الانتخابات البلدية التركية عام 2014 توسّعت أحياء المنطقة لتصل إلى 109 أحياء. وتوجد في المنطقة دوائر مديرية إدارة الغابات، ومديرية السجل العقاري، ومديرية محطة الأرصاد الجوية، ومكتب فرع الخدمة العسكرية.

### مديرية الأمن في المنطقة
هي مركز قضائي رفيع المستوى يعمل على التحقيق في الجرائم التي ترتكب في المنطقة. هناك مطاران عسكريان في المدينة، واحد للاستخدام النشط. وتتم إدارة قيادة الحامية في المدينة من قبل قائد المطار على مستوى العقيد.
يستخدم مطار آق حصار مطار كمطار احتياطي لسلاح الجو التركي القتالي وقيادة الدفاع الصاروخي الجوي، والتي تضم مقر قيادة الناتو / CAOC-6. جنبا إلى جنب مع قيادة مستوى العقيد، يتم توظيف حوالي 500 من الأفراد العسكريين، في المقام الأول من الموظفين التقنيين.

## الجغرافية
تقع المدينة عند إحداثيات 38 ° K 27 ° D. ويبلغ ارتفاع مركز المنطقة فوق مستوى سطح البحر 94 مترًا. أعلى نقطة هي 1280 مترًا مع جبل غورينيز وأقل نقطة بارتفاع 60 مترًا هي الجزء الأساسي من مضيق ساند ستريم في شمال شرق المنطقة.

### الجيولوجيا
هذه المنطقة هي منطقة تأسست على خط الصدع الغربي للزلزال في الأناضول. ولهذا السبب تحدث الزلازل تحدث بشكل متكرر في المنطقة. ومع ذلك لم يتم تسجيل زلزال كبير تسبب في خسائر في الأرواح حتى الآن.
وقع آخر زلزال متوسط القوة في المنطقة في 12 سبتمبر 2016. في هذا الزلزال الذي بلغت قوته 5.0 درجة، أدى إلى تضرر 50 مبنى.

### المُناخ
يسود مناخ البحر الأبيض المتوسط في آق حصار، حيث يكون الصيف حارًا وجافًا ويكون الشتاء معتدلًا وممطرًا، ولا يُرى الثلج ولا الصقيع. في المنطقة، يبلغ متوسط درجة الحرارة السنوية 16 درجة، وأعلى درجة حرارة تقاس حتى الآن 45 درجة وأدنى درجة حرارة -14 درجة.

## النقل
تقع المدينة على بعد 92 كم من ميناء إزمير، و 110 كم من مطار عدنان مندريس. وتبعد 80 كيلومترًاعن إزمير، و 190 كيلومترًا عن بانديرما و470 كيلومترًا عن إسطنبول على الطريق السريع بين إسطنبول وإزمير. أيضًا يوجد فيها سكة حديد بانديرما - إزمير وأنقرة - إزمير من خلال ربط المناطق المحيطة بآق حصار، وتعتبر ملتقى طرق في المنطقة.

## الاقتصاد
تنقسم الأنشطة الاقتصادية للمنطقة إلى فئتين رئيسيتين هما الزراعة والصناعة.